# Xã White Cloud, Quận Nodaway, Missouri
Xã White Cloud (tiếng Anh: White Cloud Township) là một xã thuộc quận Nodaway, tiểu bang Missouri, Hoa Kỳ. Năm 2010, dân số của xã này là 474 người.